# 路易斯安那州立监狱

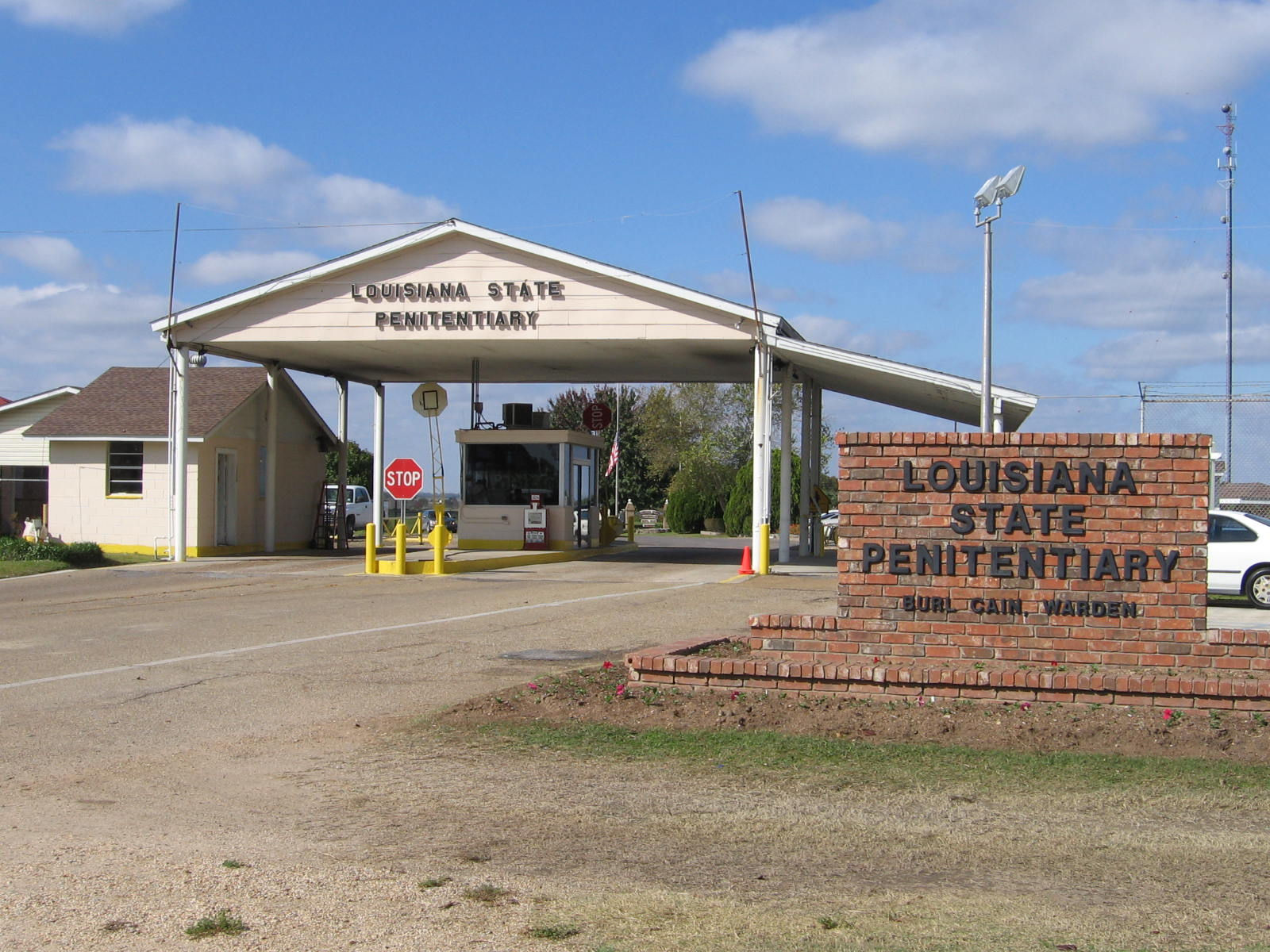
監獄的正門

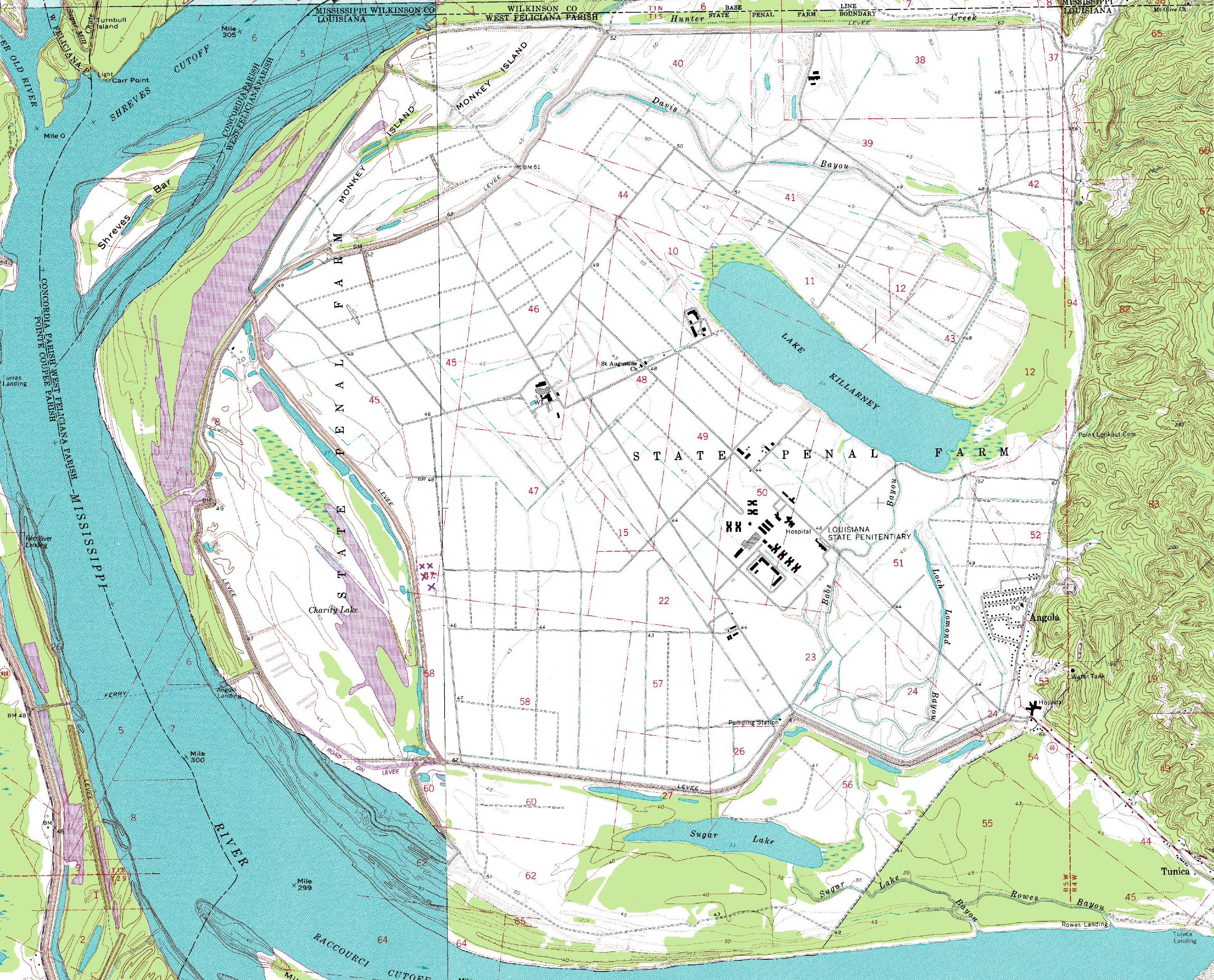
監獄的地圖

路易斯安那州立监狱（Louisiana State Penitentiary） ，又名南方惡魔島（Alcatraz of the South）、安哥拉種植園（The Angola Plantation）及農場（The Farm），美國路易斯安那州一個最高安全级别的監獄。安哥拉的稱呼來自於這片領土的前奴隸種植園。該種植園以安哥拉國家命名，許多奴隸在抵達路易斯安那之前都來自西非安哥拉。它是美國最大的最高安全级别監獄，佔地28平方英里，共有6,300名囚犯和1,800名工作人員，包括懲教人員、清潔職員、維修人員和典獄長。監獄位於西費利西亞納堂區，坐落在密西西比河河灣東側的河迹湖湖岸，三面都是水。

## 伸延閱讀
- "W. Feliciana's Angola probe may be extended". The Advocate. August 31, 1989.
- "Louisiana’s Angola: Proving ground for racialized capitalism （页面存档备份，存于）". by W.T. Whitney Jr., June 25, 2018.

## 外部連結
- Louisiana State Penitentiary （页面存档备份，存于）